# District de Machaze
Le district de Machaze est une subdivision administrative de la province de Manica au nord du Mozambique. En 2007, sa population est de 104 608 habitants.

## Source de la traduction
- (en) Cet article est partiellement ou en totalité issu de l’article de Wikipédia en anglais intitulé « Machaze District » (voir la liste des auteurs).